# Jonas Schenström
Jonas Schenström, född 23 maj 1717, död 18 november 1792 i Västerås församling, Västmanlands län, var en svensk rådman, riksdagsledamot och politiker.

## Biografi
Jonas Schenström föddes 1717 och var son till rådmannen Magnus Schenström. Han blev handlande i Västerås och 1752 rådman i staden för Mösspartiet. Schenström avled 1792 i Västerås församling.
Schenström var riksdagsledamot för borgarståndet i Västerås vid riksdagen 1771–1772.
Schenström gifte sig 1739 med Anna Engel Dragman. De fick tillsammans sonen och borgmästaren Johan Magnus Schenström (1747–1828) i Västerås.